# هنري بورتر (لاعب دوري الرغبي)
هنري بورتر (بالإنجليزية: Henry Porter)‏ هو لاعب دوري الرغبي أسترالي، ولد في 1910 في دانغونغ ‏ في أستراليا، وتوفي في 1990 في سيدني في أستراليا.